# Wuhan Gymnasium
Wuhan Gymnasium (chineză: 武汉 体育 中心 体育馆) este o arenă acoperită situată în Wuhan, China. Capacitatea arenei este de 13.000 de locuri. Aceasta găzduiește evenimente sportive de interior, cum ar fi baschet și volei. A fost arena principală pentru Campionatul asiatic de baschet FIBA Asia din 2011. A fost, de asemenea, una din arenele unde s-a desfășurat Cupa FIBA Asia din 2014. Aceasta este situată în apropiere de Wuhan Sports Center Stadium.